# Russ Feingold
Russell Dana Feingold (2 maart 1953) is een Joods-Amerikaans rechtsgeleerde. Hij was van 1993 tot 2011 een senator voor de staat Wisconsin.
Feingold werd door velen genoemd als een mogelijke presidentskandidaat van de Democratische Partij voor de verkiezingen van 2008, maar in november 2006 na de senaatsverkiezingen verklaarde hij dat hij geen kandidaat voor het presidentschap in 2008 zal zijn.

## Levensloop
Feingold werd geboren in Janesville, Wisconsin, in een Joods gezin dat sinds 1917 in de streek gewoond had. Zijn grootouders kwamen naar de VS als immigranten (op het schip de Nieuw Amsterdam) van Rusland en Galicië. Zijn vader, Leon Feingold (1912-1980), was een rechtsgeleerde en zijn moeder was Sylvia (Binstock) Feingold (1918-2005). Feingold was een van vier kinderen. 
Feingold behaalde Bachelordiploma's van de University of Wisconsin–Madison en Magdalen College (Oxford) in het Verenigd Koninkrijk, waarvoor hij een Rhodesbeurs ontving. Daarna behaalde hij zijn doctoraal in de rechtsgeleerdheid op Harvard Law School. Vervolgens werkte hij als advocaat tussen 1979 en 1985, en ook als lid van de Senaat van de Staat van Wisconsin vanaf 1982. In 1987 steunde hij de Amerikaanse Senator Paul Simon van de staat Illinois, die naast Wisconsin ligt. Simon werd ook daarna raadgever van Feingold.

## Familie
Feingold is twee keer getrouwd geweest. Hij trouwde in 1977 met Sue Levine en kreeg samen met haar twee dochters, Jessica en Ellen. Feingold en Sue scheidden in 1986. Feingold trouwde in 1991 met Mary Speerschneider. In 2005 hebben zij samen bekendgemaakt dat zij zouden gaan scheiden.
Wanneer hij niet in Washington, D.C. is, woont Feingold in Middleton, Wisconsin.

## Campagnes
Feingold won zijn eerste campagne voor de Amerikaanse Senaat in 1992. Zijn overwinning kwam voor velen als een verrassing. Hij moest eerst herkozen worden bij een voorverkiezing tegen twee miljonairs die miljoenen dollars aan hun campagnes verspilden; daarna moest hij tegen een populaire zittende Senator, Bob Kasten, gaan. Hoewel, hij onderscheidt zichzelf als een man van de mensen. Hij beloofde minder geld voor defensie en vrije toegang tot de zorg voor iedereen, onder andere. Hij heeft sindsdien de verkiezingen gewonnen in 1998 en 2004.
In 2010 verloor Feingold in de verkiezingen voor de Senaat van de Republikein Ron Johnson. Deze volgde hem op 3 januari 2011 op in de Senaat.

## Beleid
Feingold heeft de volgende beleidspunten ondersteund:
- Geen oorlog in Irak voeren (Feingold was een van de slechts 23 senatoren die tegen de oorspronkelijke invasie van Irak stemden, en hij was de eerste die een wetsontwerp indiende om het Amerikaanse leger terug te trekken uit Irak, omdat dit de oorlog tegen Al Qaida tegenwerkt).[2]
- Vrije toegang tot de zorg (geneeskunde) voor iedereen
- De doodstraf verbieden
- Grotere bescherming voor de natuur en milieu
- Hervormen van het financieren van politieke campagnes (samenschrijver van de Bipartisan Campaign Reform Act van 2002, beter bekend als de McCain-Feingold wet)
- Eerlijke handel
- Verlichting van armoede
- Indringende politie wetten ontdoen en burgerlijke vrijheden beschermen (hij was de enige Senator die tegen de oorspronkelijke USA PATRIOT Act stemde)
- Non-discriminatie voor homoseksuelen steunen, en het huwelijk voor homoseksuelen in te voeren
- De president zou onder de wet moeten dienen (hij diende in een voorstel om president Bush te berispen om "de president voor zijn handelingen verantwoordelijk te houden")

## Onderscheidingen
2011: Four Freedoms Award Freedom medal